# Римская школа (изобразительное искусство)

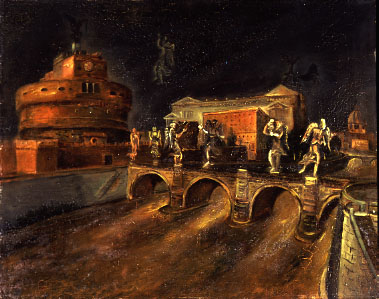
Il ponte degli angeli (Мост ангелов, 1930), работа Сципиона (Джино Боники)

Римская школа (итал. Scuola Romana или итал. Scuola di via Cavour; Школа Виа Кавур) — художественное движение XX-го века, основанное группой художников-экспрессионистов. Получило популярность среди двух поколений художников Италии: впервые между 1928 и 1945 годами, и во второй раз — в середине 1950-х годов.

## Зарождение
В ноябре 1927 года супруги, художники Антониетта Рафаэль и Марио Мафаи, поселились в доме № 325 на виа Кавур в савойском дворце. Позже, в 1930 году, дворец был снесён для постройки Виа деи Фори Империали. Художники переоборудовали одну из самых больших комнат в студию.
В течение короткого времени эта студия стала популярным местом встречи римской интеллигенции. Среди частых участников этих встреч были писатель Энрико Фальки, поэты Джузеппе Унгаретти, Либеро де Либеро, Леонардо Синисгалли, а также молодые художники Сципионе, Ренато Марино Маццакурати и Коррадо Кальи.

## Идеи и концепции
Сотрудничество художников в студии на виа Кавур было вызвано не какими-либо художественными манифестами, а скорее дружбой, культурным синтезом и необычайным изобразительным единством. Своей твёрдой приверженностью европейскому экспрессионизму они, формально, противопоставили его живописи неоклассического характера, продвигаемой «Возвращением к порядку» в 1920-х годах, которое особенно было сильно в Италии после Первой мировой войны.
Первое определение этой художественной группы принадлежит Роберто Лонги, который написал о них в газете «Литературная Италия» от 7 апреля 1929 года:

«Я бы назвал это «Школа улицы Кавур», по одноименному адресу где работали Мафаи и Рафаэль…»
 и добавил: 

[это] эксцентричное и анархоидное искусство, которое вряд ли может быть нами принято, но оно всё же является заметным символом сегодняшних нравов.
Лонги использовал это определение, чтобы указать на особый характер работы, который, по его мнению, эти художники проделали для развития экспрессионизма, отойдя от традиционных арт-движений.

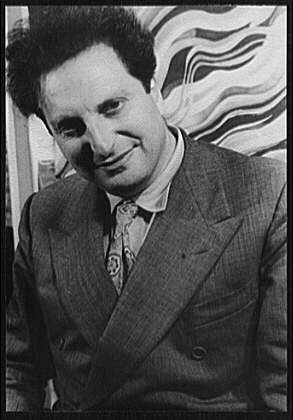
Карло Леви в 1947 году, как участник 2-й волны Римской школы

В те годы художник Коррадо Кальи стал одним из основателей арт-группы «Новые римские художники» (итал. nuovi pittori romani), которую критики также относят к Римской школе. Кальи описал распространяющуюся чувствительность и говорил об «Астро ди Рома» (Римская звезда), подтверждая, что это была настоящая поэтическая основа «новых римлян»:

«В начале всё должно быть пересмотрено, и воображение вновь возродит все чудеса и будет трепетать от тайн».
И таким образом, выдвигая на первый план сложную и чётко сформулированную римскую позицию, в отличие от того, что Кальи назвал императивным неоклассицизмом Новеченто. Римская школа предложила «дикий» стиль живописи, выразительный и беспорядочный, экспрессивный и с тёплыми оттенками охры и бордового. Формальная строгость была заменена явно экспрессионистской дальновидностью.
Например, Сципионе воплотил своего рода римский экспрессионизм в стиле барокко, где часто появляются декадентские пейзажи исторического центра Рима в стиле барокко, с изображением священников и кардиналов, выполненных в экспрессивной технике. Подобные темы присутствовали в картинах Раффаэле Фрументи во втором поколении Римской школы, с яркими красными оттенками и мягкими мазками.

## Второе поколение Римской школы
После 1930 года, вместо упадка и забвения, Римская школа неожиданно возродилась, но уже с помощью других художников. «Второе поколение» начало развивитие в 1930-х годах и достигло пика вскоре после Второй мировой войны. Среди участвовавших во второй волне были такие художники, как Роберто Мелли, Ренато Марино Маццакурати, Гульельмо Джанни, Ренцо Веспиньяни и так называемые тоналисты во главе с Коррадо Кальи, Карло Леви, Эмануэле Кавалли и Капогросси, которые все стремились к деятельности " Galleria della Cometa ".
Позже к ним присоединились: Фаусто Пиранделло (сын лауреата Нобелевской премии Луиджи), Ренато Гуттузо, братья Афро и Мирко Басальделла, Леонсильо Леонарди, Раффаэле Фрументи, Санте Монахеси, Джованни Омиччоли и Тоти Шиалоя .

## Музей Римской школы
На вилле Торлония в Риме, в здании «Casino Nobile» на втором этаже находится музей Римской школы